# Essæer
Essæerne (eller sjældnere essenerne; på hebraisk: אִסִּיִים‬, Isiyim; græsk: Ἐσσηνοί, Ἐσσαῖοι, eller Ὀσσαῖοι, essenoi, essaioi, ossaioi; muligvis "de beskedne", "ydmyge", eller "fromme") var en jødisk religiøs sekt i århundrederne omkring Kristi fødsel, og beskrevet af Josefus, Filon af Aleksandria og Plinius den Ældre. De er beslægtede, måske identiske, med de rettroende jøder, der i 100-tallet f.Kr. slog sig ned i Qumran og anses som ophav til Dødehavsrullerne. Før fundet af Dødehavsrullerne i 1947 var essæerne kun kendt fra antikke kilder.
Josefus omtaler Essæerporten i Jerusalem, og i 1977 fandt Bargil Pixner og Doron Chen under udgravning rester af en byport, der svarede til beskrivelsen. Denne byport ligger nærmest den del af Jerusalem, hvor essæerne boede i det første århundrede e.Kr. Det menes, at gæstehuset tilknyttet essæernes kvarter blev benyttet af Jesus og hans disciple til det sidste måltid.